# Université d'Indianapolis
L’université d'Indianapolis (en anglais : University of Indianapolis) est une université chrétienne privée, affiliée à l’Église méthodiste unie, située à Indianapolis en Indiana.

## Histoire
L’Indiana Central University est fondée en 1902 par l'Église des Frères Unis en Christ, pour éviter que les jeunes méthodistes de l’Indiana partent étudier dans les États voisins. William L. Elder cède alors 8 acres (3 ha) de ses terres au sud-est d'Indianapolis à l’Église qui, en échange, l’aide à vendre d’autres parcelles (qui formeront le quartier d’University Heights). L’université ouvre officiellement ses portes en 1905. Elle est renommée Indiana Central College entre 1921 et 1975 avant d’adopter son nom actuel en 1986,.
Le plus ancien édifice du campus est le Good Hall, un bâtiment en brique rouge de trois étages et demi construit dans un style néo-classique. Son principal intérêt architectural est le portique de sa façade, supporté par six colonnes ioniques et surmonté d’un tympan. La construction du Good Hall, financée par Elder, s’achève en 1904. Pendant cinquante ans, il reste le seul bâtiment de l'université. Il est inscrit au registre national des lieux historiques depuis les années 1980.

## Scolarité
L’université accueille environ 5 500 étudiants, dont la plupart vivent sur le campus, pour 600 enseignants. Pour des frais de scolarité annuels de 29 844 dollars en 2019, l’université propose une centaine de programmes de premier cycle, une quarantaine de masters et cinq doctorats.